# Ferula nevskii
Ferula nevskii là một loài thực vật có hoa trong họ Hoa tán. Loài này được Korovin mô tả khoa học đầu tiên năm 1937.